# Ai suoi piedi milady
Ai suoi piedi milady (At Your Service Madame) è un film del 1936 diretto da Friz Freleng. È un cortometraggio d'animazione della serie Merrie Melodies, uscito negli Stati Uniti il 29 agosto 1936.

## Trama
La signora Hamhock, una maialina vedova, riceve attenzioni dall'affascinante truffatore W. C. Squeals (caricatura di W. C. Fields) che trova un giornale con un articolo sulla sua eredità. Squeals distrae la vedova facendole suonare il pianoforte per accompagnarlo nella canzone "At Your Service Madame" mentre scassina la cassaforte e le ruba i soldi, ma i suoi figlioletti (tra cui Piggy, che scopre per primo cosa sta facendo) glielo impediscono escogitando una serie di dispetti ai suoi danni, l'ultimo dei quali è attaccarlo a una cintura vibrante che lo scuote fino a fargli cadere tutti i soldi e a gettarlo fuori dalla finestra. La signora Hamhock si rende quindi conto del rischio corso e ringrazia i figli, mentre Squeals se ne va continuando a vibrare.

## Distribuzione

### Edizione italiana
L'edizione italiana del corto fu trasmessa direttamente in televisione nei primi anni duemila. Il doppiaggio fu eseguito dalla Time Out Cin.ca e diretto da Massimo Giuliani su dialoghi di Raffaella Pepitoni. Non essendo stata registrata una colonna internazionale, fu sostituita la musica presente durante i dialoghi.

### Edizioni home video

#### Laserdisc
- The Golden Age of Looney Tunes - Vol. 5 (2 aprile 1997)